# Storckiella vitiensis
Storckiella vitiensis är en ärtväxtart som beskrevs av Berthold Carl Seemann. Storckiella vitiensis ingår i släktet Storckiella och familjen ärtväxter. IUCN kategoriserar arten globalt som sårbar. Inga underarter finns listade i Catalogue of Life.